# Motiv (Mathematik)
In der algebraischen Geometrie ist die Theorie der Motive eine mutmaßlich universelle Kohomologietheorie von Schemata, aus der sich die De-Rham-Kohomologie, die l-adische Kohomologie und die kristalline Kohomologie der zu dem Schema über verschiedenen Körpern assoziierten algebraischen Varietäten gewinnen lassen.
Die Theorie der Motive wurde von Alexander Grothendieck entwickelt und zuerst in einem Brief an Jean-Pierre Serre 1964 eingeführt. Sie soll ihre Verallgemeinerung in der Theorie der gemischten Motive finden, deren derivierte Kategorie von Wladimir Wojewodski konstruiert wurde.
Der Name stammt von Yuri Manin, der im Mai 1967 das Seminar von Grothendieck am IHES besuchte, auf dem er das Konzept der Motive von Grothendieck selbst lernte, und 1968 die erste Arbeit über das Thema veröffentlichte, in der er auch das Motiv einer Aufblasung berechnete ohne Grothendiecks Standardvermutungen zu benutzen.

## Zitat
Unter all den Dingen, die ich entdecken und ans Licht bringen durfte, erscheint mir diese Welt der Motive immer noch als die faszinierendste, am meisten mit Mysterium aufgeladene - der eigentliche Kern der tiefen Identität von „Geometrie“ und „Arithmetik“. Und das "Yoga der Motive". . . Es ist vielleicht das mächtigste Werkzeug, das ich in dieser ersten Periode meines Lebens als Mathematiker freigelegt habe.
Entgegen dem, was in der gewöhnlichen Topologie passierte, findet man sich dort also vor eine beunruhigende Fülle verschiedener kohomologischer Theorien gestellt. Man hat den entschiedenen Eindruck (aber auf eine Art, die vage bleibt), dass jede dieser Theorien "dasselbe ist", dass sie "dieselben Ergebnisse liefern". Um diese Verwandtschaft dieser verschiedenen kohomologischen Theorien auszudrücken, formulierte ich den Begriff des „Motivs“, das zu einer algebraischen Varietät assoziiert ist. Mit diesem Begriff will ich nahelegen, dass es das "gemeinsame Motiv" (oder der "gemeinsame Grund") hinter dieser Vielzahl von mit einer algebraischen Varietät assoziierten kohomologischen Invarianten ist, oder tatsächlich hinter allen a priori möglichen kohomologischen Invarianten.
(Alexandre Grothendieck: Récoltes et semailles: Réflexions et témoignages sur un passé de mathématicien. Université des Sciences et Technologies du Languedoc, Montpellier, et Centre National de la Recherche Scientifique, 1986.)

## Definition (Grothendieck)

### Die Kategorie der Motive
Ein Motiv ist ein Tripel {\displaystyle (X,p,m)} aus einer glatten projektiven Varietät {\displaystyle X}, einer idempotenten Korrespondenz {\displaystyle p\colon X\vdash X} und einer ganzen Zahl {\displaystyle m}.
Morphismen zwischen Motiven {\displaystyle (X,p,m)} und {\displaystyle (Y,q,n)} sind die Elemente von {\displaystyle Corr_{\sim }^{n-m}(X,Y)\otimes \mathbb {Q} }, wobei {\displaystyle Corr^{n-m}(X,Y)} die Gruppe der Korrespondenzen {\displaystyle X\vdash Y} vom Grad {\displaystyle n-m} bezeichnet und {\displaystyle Corr_{\sim }^{n-m}(X,Y)} die Gruppe ihrer Äquivalenzklassen modulo numerischer Äquivalenz.

### Universelle Eigenschaft
Zu jeder glatten projektiven Varietät {\displaystyle X} hat man ein assoziiertes Motiv {\displaystyle {\mathcal {M}}(X)=(X,\Delta _{X},0)}, wobei {\displaystyle \Delta _{X}} die Diagonale in {\displaystyle X\times X} ist.
Es existiert ein universeller "Realisierungs"-Funktor von der Kategorie der Motive in die Kategorie der {\displaystyle \mathbb {Z} }-graduierten abelschen Gruppen, so dass für jede glatte projektive Varietät {\displaystyle X} ihre Chow-Gruppe {\displaystyle CH^{*}(X)} die Realisierung von {\displaystyle {\mathcal {M}}(X)} ist.
Die Realisierung bildet {\displaystyle (X,p,m)} auf das Bild des Homomorphismus
{\displaystyle CH^{*}(X)\to CH^{*}(X\times X)\to CH^{*}(X\times X)\to CH^{*}(X)}
ab, wobei die erste Abbildung von der Inklusion in den ersten Faktor, die zweite Abbildung von dem Schnittprodukt mit {\displaystyle p} und die dritte Abbildung von der Projektion auf den zweiten Faktor induziert ist.

## System von Realisierungen
Zu einem Motiv gehört ein System von Realisierungen (manche Autoren wie Deligne verwenden dies auch als Definition eines Motivs), das sind
- {\displaystyle \mathbb {Q} }-Moduln {\displaystyle M_{B}} und {\displaystyle M_{dR}},
- ein {\displaystyle A^{f}}-Modul {\displaystyle M_{A^{f}}} und
- für jede Primzahl {\displaystyle p} ein {\displaystyle \mathbb {Q} _{p}}-Modul {\displaystyle M_{cris^{p}}}
- mit Morphismen {\displaystyle comp_{dR,B},comp_{A^{f},B},comp_{cris^{p},dR}} zwischen den (Basiswechseln der) Moduln,
- mit Filtrierungen {\displaystyle W} und {\displaystyle H},
- mit einer {\displaystyle Gal({\overline {\mathbb {Q} }},\mathbb {Q} )}-Wirkung auf {\displaystyle M_{A^{f}}} und
- mit einem „Frobenius“-Automorphismus auf jedem {\displaystyle M_{cris^{p}}}.

Im Fall des zu einem Schema {\displaystyle X} assoziierten Motivs {\displaystyle {\mathcal {M}}(X)} ist
- {\displaystyle M_{B}} die Betti-Kohomologie von {\displaystyle X(\mathbb {C} )},
- {\displaystyle M_{dR}} die De-Rham-Kohomologie von {\displaystyle X(\mathbb {C} )},
- {\displaystyle M_{A^{f}}} die l-adische Kohomologie über einem beliebigen Feld der Charakteristik {\displaystyle p\not =l} mit ihrer {\displaystyle Gal({\overline {\mathbb {Q} }},\mathbb {Q} )}-Wirkung,
- {\displaystyle M_{cris^{p}}} die kristalline Kohomologie von {\displaystyle X(\mathbb {Q} _{p})} mit ihrem Frobenius-Homomorphismus,
- {\displaystyle W} die Gewichtsfiltrierung der Kohomologie von {\displaystyle X(\mathbb {C} )},
- {\displaystyle H} die Hodge-Filtrierung der Kohomologie von {\displaystyle X(\mathbb {C} )}.

## Motive als universelle Kohomologietheorie
Motive bilden eine universelle Kohomologietheorie, wenn (in jeder Kohomologietheorie) die Kohomologieklasse jedes numerisch null-äquivalenten algebraischen Zykels verschwindet. Diese Vermutung ist eine schwache Form der Lefschetz-Standardvermutung, aus der sich gemeinsam mit der Hodge-Standardvermutung ein Beweis der (mit anderen Methoden von Deligne bewiesenen) Weil-Vermutungen ergäbe. Sie ist in Charakteristik 0 bewiesen für abelsche Varietäten und würde allgemein aus der Hodge-Vermutung folgen.

## Eigenschaften
- Die Morphismen {\displaystyle Mor((X,p,m),(Y,q,n))} bilden endlich-dimensionale {\displaystyle \mathbb {Q} }-Vektorräume.
- Die Motive bilden eine additive Kategorie, d. h. man kann direkte Summen von Motiven bilden.
- Jeder idempotente Endomorphismus eines Motivs zerlegt es als direkte Summe seines Kernes und Bildes.
- Die Kategorie der Motive ist abelsch und halbeinfach.
- Auf der Kategorie der Motive ist ein Tensorprodukt definiert, so dass die Künneth-Formel gilt.
- Jedes Motiv {\displaystyle M} hat ein duales Motiv {\displaystyle M^{\vee }} und eine Auswertungsabbildung {\displaystyle M^{\vee }\otimes M\to 1} mit einer universellen Eigenschaft.

## L-Funktionen von Motiven
Für reine Motive {\displaystyle M_{p}} über {\displaystyle F_{p}} definiert man ihre Zetafunktion {\displaystyle Z(M_{p},t)} als charakteristisches Polynom des Frobenius-Homomorphismus (falls das Motiv von ungeradem Gewicht ist) oder dessen Inversen (falls das Motiv von geradem Gewicht ist). Für direkte Summen reiner Motive über {\displaystyle F_{p}} definiert man die Zetafunktion als das Produkt der Zetafunktionen der reinen Summanden.
Für Motive über {\displaystyle \mathbb {Q} } kann man für fast alle ("guten") Primzahlen {\displaystyle p} das Motiv {\displaystyle M} zu einem Motiv {\displaystyle M_{p}} über {\displaystyle F_{p}} reduzieren und definiert dann
{\displaystyle \zeta (M,s):=\Pi _{p\ gut}Z(M_{p},p^{-s})}.
Diese Funktion wird als motivische L-Funktion bezeichnet.
Die Modularitätsvermutung aus dem Langlands-Programm besagt, dass jede motivische L-Funktion ein alternierendes Produkt automorpher L-Funktionen ist.